# Hayes Jones
Hayes Wendell Jones (Starkville, 4 augustus 1938), is een Amerikaans atleet.

## Biografie
Jones won in een olympisch record in 1964 de gouden medaille, vier jaar daarvoor won hij olympisch brons. In 1961 had Jones een wereldrecord gelopen op de 4x100 meter.

## Persoonlijke records
| Onderdeel   | Prestatie | Jaar |
| ----------- | --------- | ---- |
| 110m horden | 13,63s    | 1963 |
| verspringen | 1,93m     | 1957 |
| verspringen | 7,31m     | 1957 |

## Palmares

### 110m horden
- 1960:  OS - 14,0 s
- 1964:  OS - 13,6 s OR

1896: Tom Curtis ·
1900: Alvin Kraenzlein ·
1904: Frederick Schule ·
1908: Forrest Smithson ·
1912: Fred Kelly ·
1920: Earl Thomson ·
1924: Daniel Kinsey ·
1928: Sydney Atkinson ·
1932: George Saling ·
1936: Forrest Towns ·
1948: William Porter ·
1952: Harrison Dillard ·
1956: Lee Calhoun ·
1960: Lee Calhoun ·
1964: Hayes Jones ·
1968: Willie Davenport ·
1972: Rod Milburn ·
1976: Guy Drut ·
1980: Thomas Munkelt ·
1984: Roger Kingdom ·
1988: Roger Kingdom ·
1992: Mark McKoy ·
1996: Allen Johnson ·
2000: Anier García ·
2004: Liu Xiang ·
2008: Dayron Robles ·
2012: Aries Merritt ·
2016: Omar McLeod ·
2020: Hansle Parchment ·
2024: Grant Holloway